# Nils Ahnlund

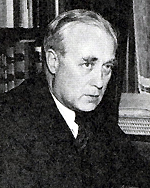
Nils Ahnlund

Nils Ahnlund (* 23. August 1889 in Uppsala; † 11. Januar 1957 in Stockholm) war ein schwedischer Historiker.

## Leben
Nils Gabriel Ahnlund war Sohn eines Theologen und studierte Geschichte in Umeå und Uppsala. Als seinen wichtigsten Lehrer sah er Harald Hjärne an. 1918 wurde er mit der Dissertation Gustav Adolf inför tyska kriget (d. h. sinngemäß: Gustav Adolf vor seinem Eingreifen in den Dreißigjährigen Krieg) zum Dr. phil. promoviert. Von 1917 bis 1927 war er politischer Publizist beim Svenska Dagbladet, von 1927 bis 1935 leitete er das Stadshistoriska Institut von Stockholm. 1928 wurde ihm die Professur am neu eingerichteten Geschichts-Lehrstuhl der Universität Stockholm übertragen, die er bis 1955 innehatte. 1941 wurde er Mitglied der Schwedischen Akademie.
Nils Ahnlund war mit Lisa Hallberg verheiratet; er ist u. a. Vater des Chirurgen Hans Olof Ahnlund sowie des Literaturhistorikers Knut Ahnlund.

## Werk
Ahnlund spezialisierte sich auf die politische Geschichte der schwedischen Großmachtzeit (1611–1721). Außerdem interessierte er sich für Kultur- und Lokalgeschichte. Er verfasste biographische Beiträge zu Geschichtsschreibern sowie Stadtgeschichten von Sundsvall und Stockholm. Ahnlund schätzte akribische Untersuchungen, lehnte jedoch gewagte Konstrukte sowie den Gebrauch von Methoden als Selbstzweck ab.
Ahnlund war auch kirchlich engagiert und gehörte der Gesangbuchkommission von 1935 an. 1936 übersetzte er Gottfried Arnolds Kirchenlied O Durchbrecher aller Bande als Seger giv, du segerrike ins Schwedische (Nr. 568 im schwedischen Kirchengesangbuch).

## Veröffentlichungen (Auswahl)
- Nils Rabenius (1648–1717). Studier i svensk historiografi. Stockholm: Hugo Gebers Forlag 1927.
- Gustaf Adolf den store. Stockholm: Svenska kyrkans diakonistyrelses bokförlag, 4. Aufl. 1932. Deutsche Übersetzung von Julius Paulsen unter dem Titel Gustav Adolf 1938.
- Drottning Kristinas tronavsägelse. Några randanteckningar [d. h. „Königin Christinas Thronverzicht. Einige Randbemerkungen.“] Stockholm 1932.
- Engelbrekt: tal och uppsatser. Stockholm: Svenska kyrkans diakonistyrelses bokförlag 1934.
- Axel Oxenstierna intill Gustav Adolfs död [d. h. „Axel Oxenstierna bis zum Tod Gustav Adolfs.“] Stockholm: Norstedts förlag 1940.